# Anaxandridès
Anaxandridès (en grec Ἀναξανδρίδης) également connu sous le nom d’Alexandridès est un poète comique grec athénien du IVe siècle av. J.-C., originaire de Rhodes, ou de Colophon. Athénée le cite au Livre II de son Banquet des Deipnosophistes « Je mange le nectar en le pétrissant bien, je bois à même l’ambroisie ». Anaxandridès a surnommé les Thraces « mangeurs de beurre ».

## Histoire
À partir de -376, il gagne des concours poétiques à dix reprises aux Lénéennes et aux Dionysies, selon la Chronique de Paros.

## Œuvre
Nous sont parvenus 82 fragments ; Anaxandridès s’illustre dans l’art de la dithyrambe et est un éminent représentant de la comédie moyenne. Il est l’auteur de soixante-cinq comédies, selon Suidas. Le titre de quarante-et-une d’entre elles nous est parvenu, ainsi qu’une quatre-vingtaine de fragments. Elles ont pour la plupart une trame mythologique, les autres étant des comédies de caractère.
Son art et sa pensée furent à ce qu’il semble très estimés par le philosophe athénien Aristote, qui le cite dans Éthique à Nicomaque : « La Cité le voulait, mais n’a cure de ses lois. » (Trad. Brisson)

## Œuvres
| - Rustique - Anchise - Æschra - La Fille d'Ambracie - Le Rival en amour - Achille - La Méchanceté de la vieille femme - Les Jumeaux - La Naissance de Dionysos - Hélène - Erechtheos - Les Hommes pieux - Le Géographe - Héraclès | - Les Thessaliens - Le Trésor - Thésée - Io - Le Porteur de panier rituel - Le Cercle de Cercion - La Joueuse de Cithare - Les Chasseurs - La Tragédie comique - Les Femmes de Locris - Lycurge - La Mauvaise Femme - Melilot | - Nérée - Les Néréides - Odysée - L'Expert du combat d'hoplites - Pandaros - Les villes - Protésilas - La fille de Samos - Satyrias - Sosippos - Tereo - Comportement outrageant - Le Prophète drogué - Le Porteur de vaisselle de libation |